# Christine Schmidt (Richterin)
Christine Schmidt (geboren 6. Dezember 1970) ist eine deutsche Juristin. Seit 2014 ist sie Richterin am Oberlandesgericht Frankfurt am Main und Mitglied des Hessischen Staatsgerichtshofs.

## Leben
Schmidt wurde in Rechtswissenschaft promoviert und ist seit 2014 Richterin am Oberlandesgericht Frankfurt am Main.
Als Georg Dietrich Falk 2014 vom richterlichen Mitglied des Hessischen Staatsgerichtshofs zum nicht richterlichen wechselte, rückte Jürgen Gasper zum richterlichen Mitglied nach und Christine Schmidt wurde vom Wahlausschuss zu seiner 1. Stellvertreterin gewählt. Die Wiederwahl erfolgte mit der Wiederwahl von Gasper 2020.

## Veröffentlichungen
- mit Rolf Herber (Hrsg.): Transportrecht : Viertes Buch, Handelsgeschäfte, Vierter Abschnitt, Frachtgeschäft (§§ 407-452d), Fünfter Abschnitt, Speditionsgeschäft (§§ 453-466), Sechster Abschnitt, Lagergeschäft (§§ 467-475h), Fünftes Buch, Seehandel (§§ 476-619), SVertO, CMR, CIM, CUV, MÜ, CMNI. Kommentar. C.H. Beck und Verlag Vahlen, München 2020, ISBN 978-3-406-67707-6. Inhaltsverzeichnis. (d-nb.info).